# Isla Fox (San José)
La isla Fox es una de las islas Malvinas. Se encuentra al oeste de la isla Gran Malvina, más precisamente al norte de la isla San José, junto a la isla Barclay y la isla de la Plata, cerca de la bahía de la Plata.